# Cayennepfeffer

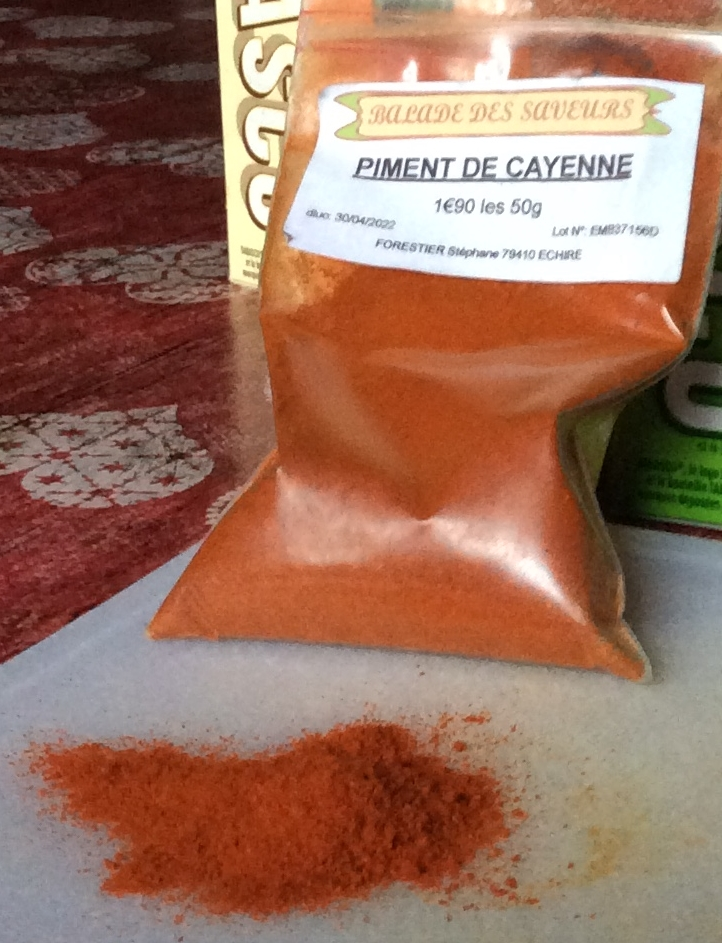
Cayennepfeffer (piment de Cayenne)

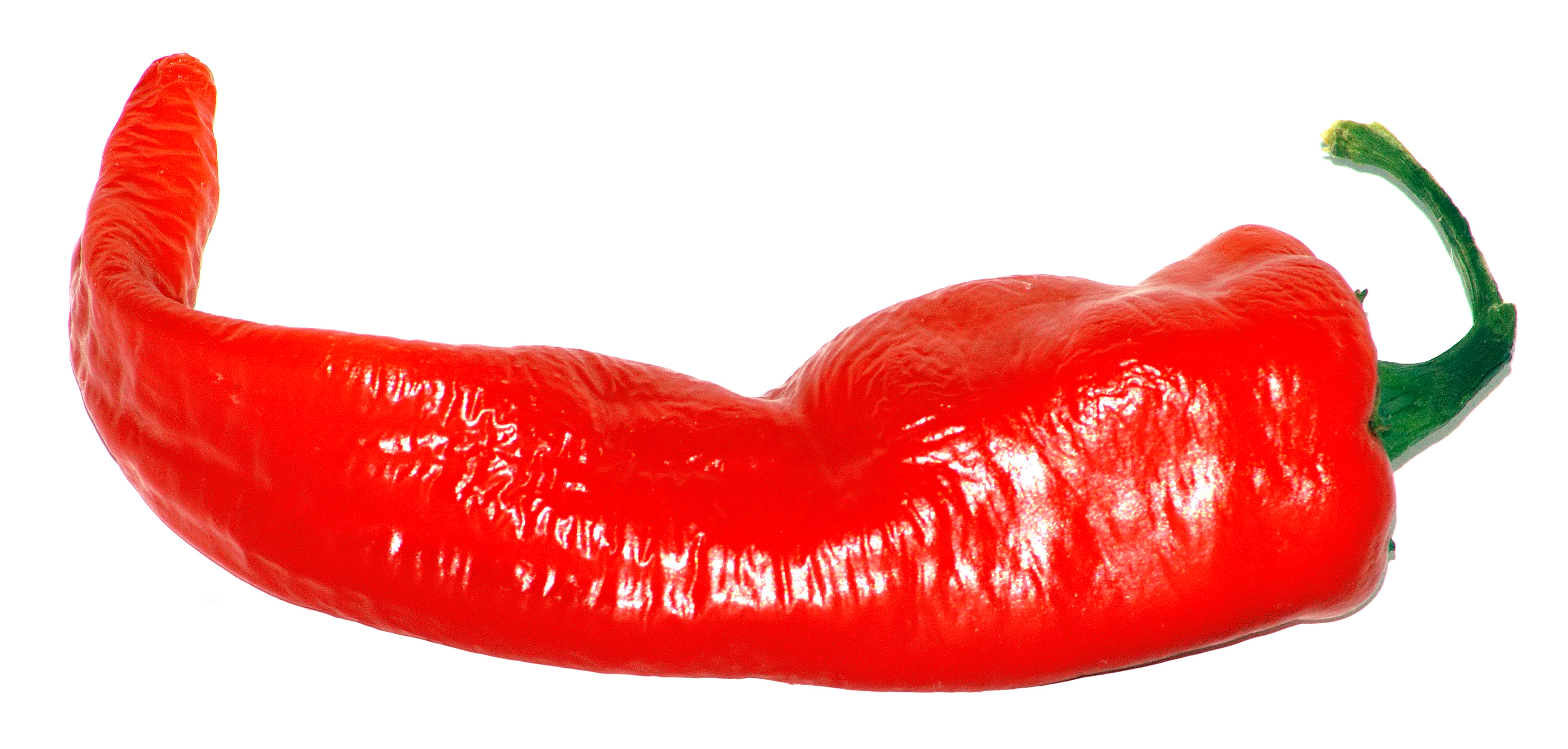
Große Cayenneschote

Cayennepfeffer ([kaˈjɛn]) ist ein Gewürz aus gemahlenen Chilis. Als Grundlage dafür dienen meist die getrockneten, scharfen Früchte der Chilisorte Cayenne; oftmals werden aber Gewürzpulver aus anderen cayenneähnlichen Sorten unter diesem Namen verkauft. Der Cayennepfeffer wird also nicht, wie man aus seinem Namen schließen könnte, aus der Frucht eines Pfeffergewächses (Piperaceae) gewonnen. Charakteristisch sind der leicht rauchige, etwas bittere Geschmack und eine beißende Schärfe, die mit 30.000 bis 50.000 Scoville-Einheiten angegeben wird. Diese Schärfe bewirkt das Capsaicin mit einem Gehalt von weniger als einem Prozent.

## Geschichte
Seinen Ursprung hat das Gewürz in Lateinamerika. Funde in prähistorischen Grabstätten in Ancón und Huaca Pieta in Peru belegen, dass schon 7000 v. Chr. Kultivierungsversuche stattfanden. Die Spanier, die im 15. Jahrhundert nach Lateinamerika kamen, schätzten die getrockneten Schoten als Ersatz für den  schwarzen Pfeffer. Sie bezeichneten sie als pimienta und führten sie in ihre Heimat aus. Auch die Portugiesen brachten die Pflanze in ihre Heimat und ihre Siedlungen auf den  ostindischen Inseln. Die Pflanze war schnell in ganz Südeuropa bekannt und verbreitete sich von dort in alle größeren Städte Europas. Im 18. Jahrhundert war pulverisierter Cayennepfeffer vor allem in England beliebt, womit aus den Kolonien bekannt gewordene indische Gerichte gewürzt wurden. Heutzutage wird Cayennepfeffer ebenfalls in pulverisierter Form verwendet, v. a. zu Gerichten aus Indien, Indonesien, Südamerika und China.

## Medizinische Anwendung
Der wertbestimmende Anteil der Inhaltsstoffe sind die Capsaicinoide – darunter das Capsaicin –, die für die Schärfe verantwortlich sind. Die Scharfstoffe erregen auch die Schmerz- und Wärmerezeptoren der Haut und Schleimhaut und bewirken dadurch eine gesteigerte Durchblutung. Dieser Effekt wird zur äußerlichen Behandlung schmerzhafter Muskelverspannungen im Schulter-Arm-Bereich sowie im Bereich der Wirbelsäule ausgenutzt, beispielsweise in Wärmepflastern.
In Kombination mit Kaolin (Tonerde), Wasser und Senföl wird Cayennepfeffer (Capsaicin ist der Wirkstoff) in Form von Munari-Packungen (Italienische Packung) als Wärmetherapie bei Schmerzen und Verspannungen am Bewegungsapparat einzeln oder in Kombination mit Massage eingesetzt.

## Weitere Anwendung
Cayennepfeffer ist auch ein Bestandteil einiger Pfeffersprays.